# ان‌جی‌سی ۲۵۳۵
ان‌جی‌سی ۲۵۳۵ (انگلیسی: NGC 2535) نام یک کهکشان در صورت فلکی خرچنگ است.